# والتر وليامز (لاعب كرة قدم أمريكية)
والتر وليامز (بالإنجليزية: Walter Williams)‏ هو لاعب كرة قدم أمريكية أمريكي، ولد في 8 سبتمبر 1977 في باتون روج في الولايات المتحدة.

## وصلات خارجية
- والتر وليامز على موقع مرجع كرة القدم المحترفة.كوم (الإنجليزية)
- والتر وليامز على موقع JustSportsStats.com (الإنجليزية)